# Mosquée Bou Chouaïcha (Sfax)
La mosquée Bou Chouaïcha (arabe : جامع بوشويشة) est l'une des mosquées les plus anciennes et les plus importantes de la médina de Sfax.

## Étymologie
Selon l'historien Mahmoud Megdiche, la mosquée tire son nom du poste de chawech (garde de porte), vu que la mosquée est proche de l'une des deux entrées principales de la médina : Bab Jebli.

## Localisation

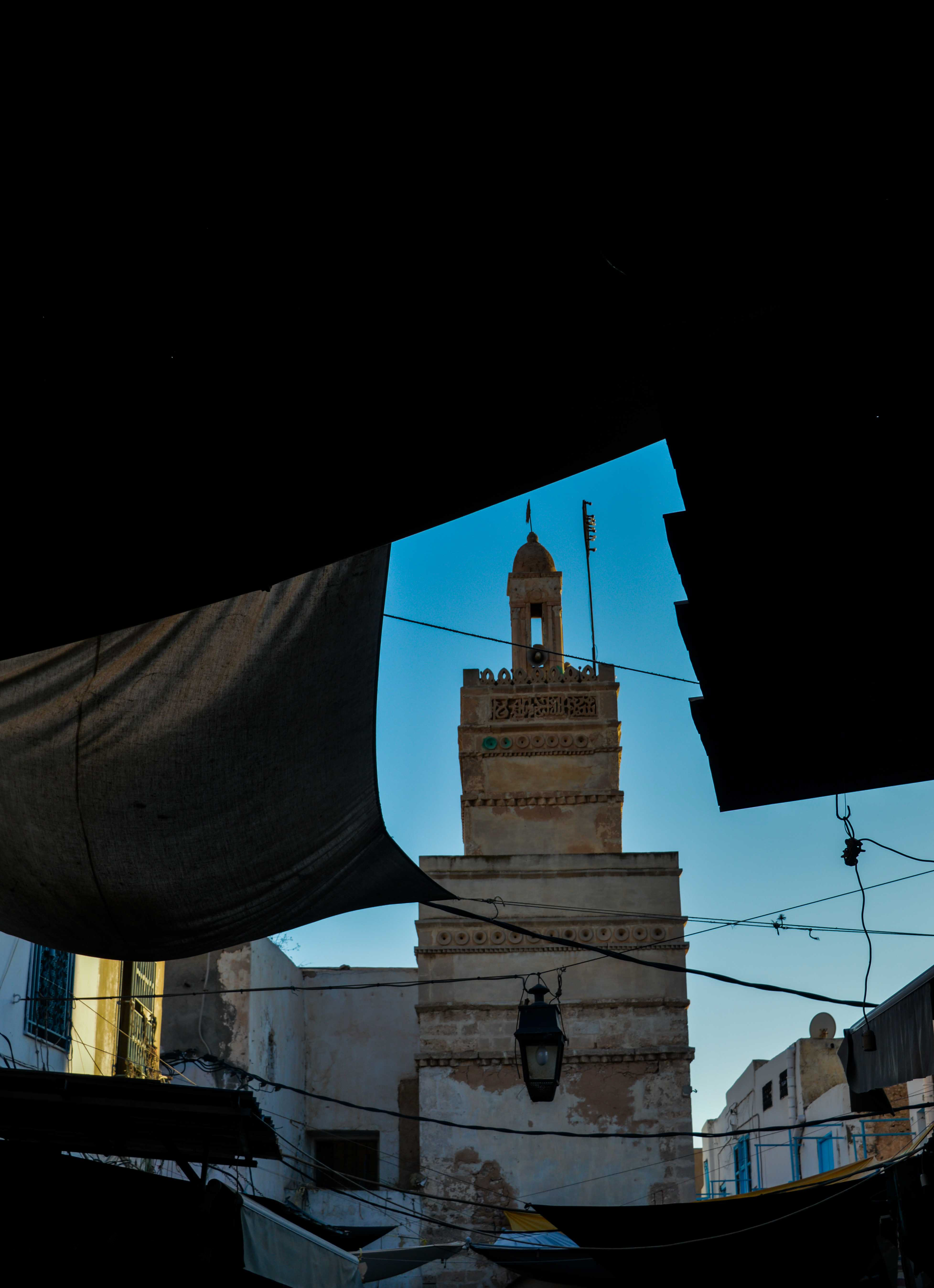
Vue du minaret de la mosquée Bou Chouaïcha depuis les souks.

La mosquée Bou Chouaïcha est située dans la partie nord de la médina de Sfax. L'édifice est entouré par des souks sur ses trois côtés : El Haddadine du côté Nord, El Ghzal du côté Sud et Es Sabbaghine du côté Est.
On estime que la localisation de cette mosquée lui a attribué une importance économique comme centre de surveillance et de contrôle.

## Histoire

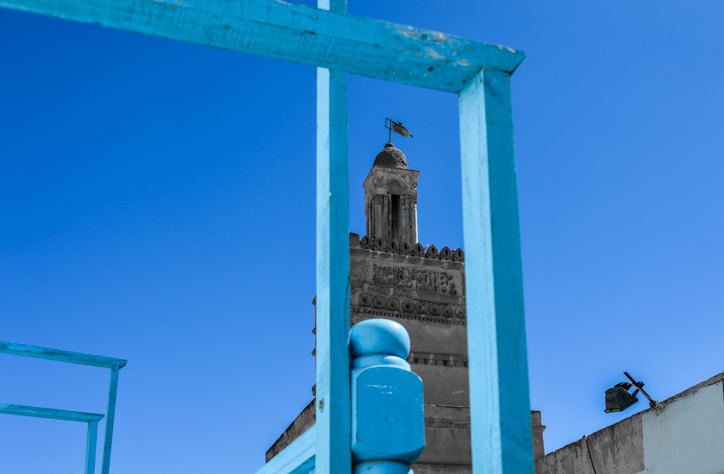
Minaret de la mosquée Bou Chouaïcha.

Selon l'inscription à l'entrée de la mosquée, elle a été construite par le maçon Mohammed Al Kotti, descendant de la famille Al Kotti, connue pour sa contribution à la construction de plusieurs bâtiments publics de la médina au Xe siècle, comme la grande mosquée et le hammam El Soltane.
La première trace historique de la mosquée Bou Chouaïcha remonte à 1857 dans l'inventaire des monuments religieux de Sfax réalisé par les étudiants de l'École militaire du Bardo. Le monument est mentionné une deuxième fois dans les écrits d'Abu Abbas Nouri, dans ses journaux de compte, et finalement dans le rapport des autorités françaises au sujet des monuments bombardés en 1881.

## Description
La mosquée est construite en deux phases : la première remonte à l’époque ziride, où elle est composée d’une salle de prière dont l'aspect est similaire à celles d'autres mosquées à l'instar de la mosquée de la Kasbah et du mausolée Sidi Sâada ; une deuxième salle de prière dans un style différent de la première est ajoutée dans une deuxième phase, afin d'augmenter la capacité du bâtiment, ainsi qu'un minaret à l'angle nord-est.
La mosquée occupe désormais un rectangle de 24 mètres de long sur 7,5 mètres de large. Sa façade authentique a inspiré la conception de la façade de la mosquée Sidi Belhassen Karray en 1721.